# Pierre de L'Estoile

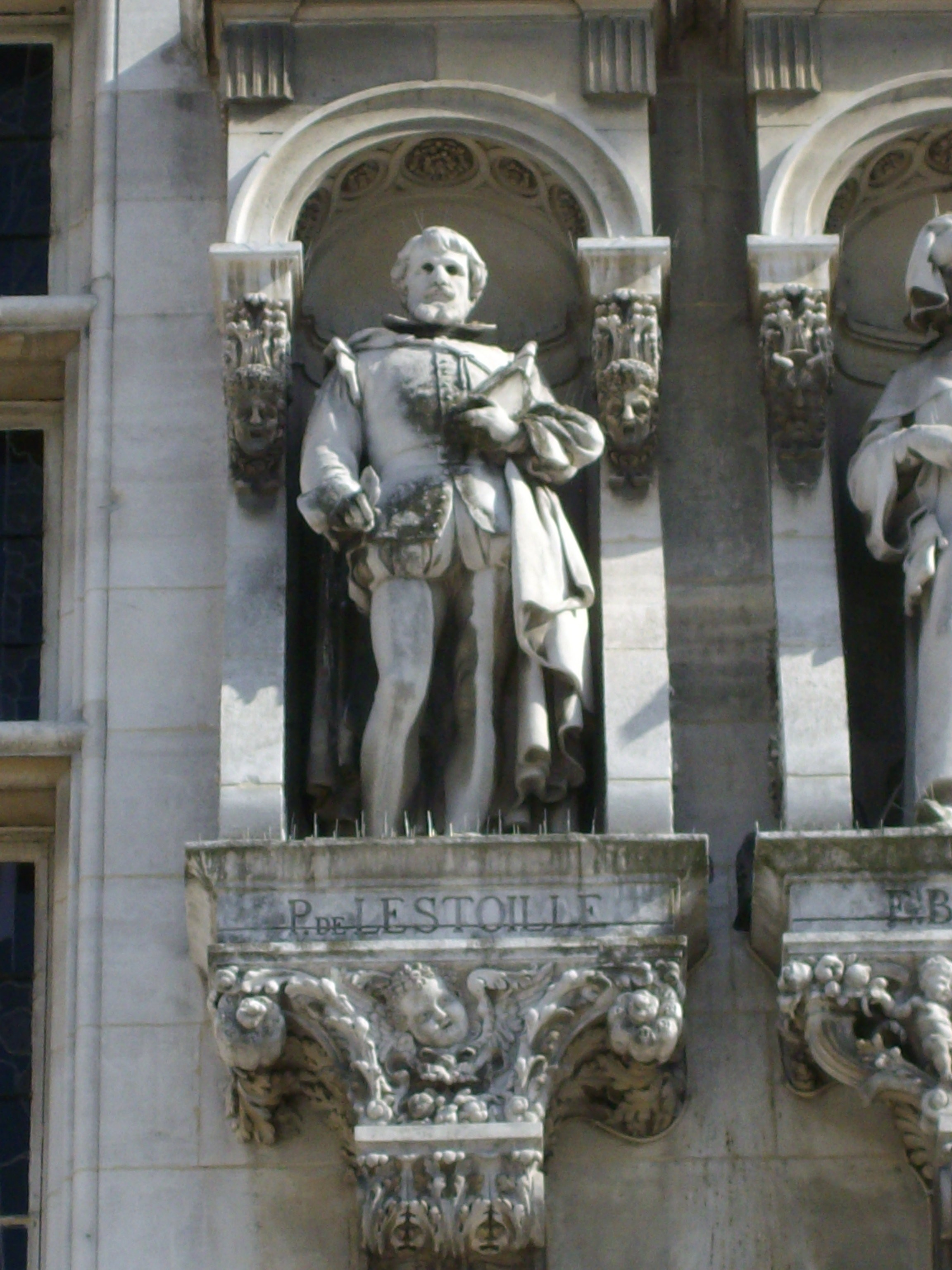
Estatua de Pierre de L'Estoile por Martial Adolphe Thabard para la fachada del ayuntamiento de París

Pierre de l'Estoile (París, 30 de julio de 1546-París, 8 de octubre de 1611) fue un diarista y coleccionista francés. L'Estoile es conocido sobre todo por sus diarios y gabinete de curiosidades, en los que recogió de forma minuciosa todo tipo de panfletos y testimonios sobre los reinados de Enrique III y Enrique IV, y sobre las Guerras de religión de Francia. La minuciosidad y aparente objetividad de su colección, a la par que su continua presencia en París durante la ocupación de la Liga Católica, convirtieron a L'Estoile en la principal fuente primaria de información sobre las Guerras de religión de Francia.

## Biografía
Pierre de l'Estoile nació en París el 30 de julio de 1546, en el seno de una familia de clase media perteneciente a la nobleza de toga. Era hijo de Marguerite de Montholon (1525 -1596) y de Louis de l'Estoile (c.1516-1558); toda su familia inmediata y relaciones pertenecían a la clase social de los oficiales de justicia de Francia, que adquirían la condición de nobles vitalicios después de haber sido oficiales de la corona durante al menos tres generaciones, o cien años. Para cuando nació Pierre, los L'Estoile llevaban dos generaciones como miembros de la nobleza de toga. Pierre Taisan de l'Estoiles (c.1480-1537), el abuelo de Pierre de l'Estoile, había sido rector y catedrático de derecho en la Universidad de Orleans, donde Juan Calvino había sido uno de sus alumnos; posteriormente había comprado el cargo de conseiller (1531) y de  président des enquêtes (1535) en el Parlamento de París. El propio Louis de l'Estoile era un jurista de prestigio en el Parlamento de París, donde habría de ser, sucesivamente, conseiller (1538), grand rapporteur (1543), président de la Cour des aides (1552) y finalmente président des enquêtes (1554). Como era habitual en su tiempo, todos los cargos eran adquiridos y traspasados a cambio de grandes sumas de dinero. La familia de su madre, los Montholon, también pertenecían a la nobleza de toga: François de Montholon (c.1475-1543), abuelo de Pierre, había llegado a ser garde des sceaux de France [guardián del sello de Francia], una suerte de viceministro de Justicia.
Su padre Louis murió en 1558 cuando Pierre tenía 12 años, dejándolo bajo la tutela de Mathieu Béroalde (1520-1576), protestante y experto en antigüedades hebraicas. Louis había pedido a Béroalde que formara humanísticamente a l'Estoile, pero que evitara convertirlo a la religión protestante. Pese a mantenerse fiel a su promesa y no educarlo en la fe protestante, Béroalde introdujo a l'Estoile en el mundo de la comunidad protestante, donde gracias a los contactos obtenidos a través de su tutor l'Estoile siempre mantendría un pie. En 1562 se inició la primera guerra de religión en Francia; a raíz de la toma de Orleans por parte del ejército protestante en abril de 1562, Béroalde y sus pupilos huyeron de la violencia anti-protestante que estalló en París, y se refugiaron en Orleans. Esta ciudad, bastión protestante durante las guerras de religión, sería el foco de las relaciones de l'Estoile con el bando protestante. 
En algún momento previo a 1565, L'Estoile abandonó la tutela de Béroalde, con quien seguiría en contacto hasta la muerte de éste en 1576 en Ginebra, y regresó a París, donde residió con la familia de su madre, los Montholon. El estallido de las guerras de religión retrasó su ingreso en la universidad, que habitualmente habría tenido lugar entre los 14 y 16 años. En 1566, a los 19 años, L'Estoile empezó a estudiar derecho en la Universidad de Bourges, por aquel entonces una de las principales facultades de derecho de Europa. En Bourges recibió una formación sólidamente gallicana, basada en el legalismo humanístico y reafirmando la primacía del estado en asuntos legales. Durante su estancia en Bourges, L'Estoile estudió con Andrea Alciato, François Hotman y Alexander Arbuthnot. 
Sin embargo, ansioso por empezar una carrera legal y aburrido con sus estudios, L'Estoile abandonó Bourges a finales de 1566 sin haberse graduado, y ese mismo año se incorporó al Parlamento de París como secretaire du roi y audiencier en la Gran Chancillería de Francia. Ambos cargos eran relativamente menores dentro de la jerarquía del Parlamento de París, y la falta de un título académico no permitiría a L'Estoile alcanzar grados superiores como el de président que había ostentado su padre y sus abuelos. Aun así, el prestigio de su familia le permitiría mantenerse en condición de igualdad con el resto de miembros del parlamento.
En 1569 l'Estoile se casó con Anne de Baillon (m. 1580), también miembro de la nobleza de toga, y se asentó con ella en la rue des Grands-Augustins donde residiría el resto de su vida, a escasa distancia del Parlamento (situado por aquel entonces en el Palacio de la Conciergerie, en la Isla de la Cité). La zona estaba habitada por gente de su propia clase social, y era vecino de su madre, su suegro, y del famoso cirujano Ambroise Paré. Aunque en principio su condición de miembro del parlamento le habría permitido vivir holgadamente, los estragos de las guerras de religión forzarían a l'Estoile a pasar momentos de penuria económica. Anne y Pierre tuvieron dos hijos varones que llegaron a la edad adulta, pero la vida de Anne se vio truncada en 1580 cuando murió durante el parto de su hija Elizabeth de l'Estoile. Posteriormente se casaría en segundas nupcias con Colombe Marteau, con la que tendría dos hijas. 
L’Estoile se mantuvo políticamente ambiguo durante las Guerras de Religión. Aunque nominalmente católico y oficial al servicio de la corona, L’Estoile siempre mantuvo correspondencia y relaciones de amistad con destacadas personalidades protestantes como Joseph Justus Scaliger o Isaac Casaubon, junto a con otros destacados humanistas católicos como Jacques-Augustin de Thou, Pierre Dupuy o Justus Lipsius. Aunque siempre interesado en sus debates, L’Estoile nunca se sintió capaz de contribuir en los mismos, y prefirió mantenerse siempre equidistante de lo que consideraba los excesos de ambos bandos.
Su ambigüedad política hizo que fuera considerado un politique, esto es, un partidario del poder del Rey. A raíz de esto, y dado su carácter de notable del reino, el 8 de enero de 1589, en los días posteriores al asesinato de Enrique I de Guisa por orden de Enrique III, L’Estoile fue detenido por orden de la Liga católica, y encarcelado junto con otros notables de París. Aunque las razones de su detención no están del todo claras, parece que la Liga pretendía usarlos como rehenes políticos frente a las condiciones que pretendía imponer al rey Enrique III, si el intento de asesinato que iban a llevar a cabo fracasara. Sin embargo, el 8 de agosto de 1589 Enrique III fue asesinado por Jacques Clément, y la Liga, considerando que habían cumplido su utilidad, liberó a L’Estoile.
Pese a reconocer la legitimidad de Enrique de Navarra como sucesor de Enrique III, L’Estoile decidió no abandonar París y unirse la Parlamento del Rey en Tours, y siguió sirviendo como oficial del Parlamento de París, bajo el control de la Liga católica. Se mantuvo en París durante toda la ocupación de la Liga católica hasta la entrada de Enrique de Navarra en París en 1594, y en 1595 se reincorporó al Parlamento del Rey. 
En 1598 decidió vender sus cargos en el Parlamento, y se retiró para centrarse en sus libros y en su colección. Expandió su colección bibliográfica, que para entonces era una de las más grandes de París, y mantuvo correspondencia con tardo-humanistas como Justus Lipsius. La fama de sus diarios como testimonios documentales y gráficos de las guerras de religión surgió en los últimos años de su vida, sobre todo gracias a la acción de su amigo Pierre Dupuy, quien luego de la muerte de L’Estoile en 1611 comenzaría a editar los diarios, y cimentaría su fama. 
Durante los últimos diez años de su vida L’Estoile se vio agobiado por problemas económicos, debidos a deudas contraídas décadas antes y a un largo pleito con su sucesor en el Parlamento, que le reclamaba parte del pago debido a que los ingresos prometidos como miembro del parlamento no se materializaron. Se mantuvo activo como diarista, e investigó en detalle el asesinato de Enrique de Navarra en 1610, recogiendo testimonios de testigos y acusados. L’Estoile murió en 1611, legando una biblioteca de casi 1000 volúmenes a sus hijos, junto con una colección documental única del período comprendido entre 1574 y 1610.

## Coleccionismo y diarios

### Estructura de los diarios
Durante las primeras etapas de las guerras de religión durante el reinado de Enrique III, l'Estoile residió en París. Durante este tiempo, comenzó a coleccionar panfletos, libelos, folletines y tratados religiosos y políticos que compraba asiduamente en los puestos de los libreros situados junto al palacio de la Conciergerie. Aunque nominalmente de fe católica, tanto por educación como por relaciones familiares, L'Estoile estaba próximo al bando protestante, y como oficial de la corona convencido de la primacía de la misma sobre los asuntos de religión. Así pues, su coleccionismo se mantuvo conscientemente ambiguo, sin favorecer abiertamente ningún bando. No obstante, L'Estoile estaba particularmente interesado en todo documento que resaltara la barbarie y el fanatismo religioso de ambos bandos, así como en los sucesivos intentos de la Corona en sembrar la paz, bien fuera con edictos de pacificación (como el Edicto de Beaulieu de 1576) o conferencias destinadas a alcanzar arreglos políticos.
En paralelo a su coleccionismo, L'Estoile comenzó a redactar sus diarios en 1562, que concibió como un testimonio histórico que habría de legar a la posteridad. Sus diarios, manuscritos, tienden a recoger hechos acaecidos durante esos días, donde bien él mismo o algún amanuense transcribía las principales declaraciones y testimonios sobre los hechos. En paralelo iría recopilando los documentos primarios como panfletos, muchos de los cuales guardaría encuadernados. Parece demostrado que los diarios no eran confeccionados necesariamente al calor de los hechos: por un lado, en muchos casos dejaba la transcripción de los mismos a un amanuense; y por otro, y motivado sin duda por prudencia política, l'Estoile prefería no recoger de manera inmediata rumores o juicios de valor que pudieran comprometerlo, o que finalmente resultaran ser falsos.
No obstante, al contrario de otros diaristas, L'Estoile se abstenía generalmente de incluir juicios de valor personales, aunque como él mismo dijo, L'Estoile prefería escribir como «los historiadores de la antigüedad que no escondían los vicios de los príncipes sobre cuyas virtudes también escribían». Su pretensión de objectividad, no obstante, no deja de ser paralela a por un lado su propia selección de información (tendía a evitar tratados polemistas y amarillistas, así como todo lo relacionado con supersticiones y rumores), y la propia disponibilidad de información, dado que sobre todo entre 1590 y 1596 en las últimas fases de las guerras de religión, la circulación de obra escrita en Francia cayó en picado. 
Los principales testimonios recogidos por L'Estoile se centran en dos fases diferenciadas. Primeramente, están los referidos al reinado de Enrique III de Francia, que empezó a redactar en 1574, motivado por sus experiencias personales durante la Matanza de San Bartolomé en 1572. Evidencias circunstanciales (firmó privilegios reales en los días previos y posteriores a la matanza) sitúan a L'Estoile como un testigo de excepción de los hechos, que no obstante relató con gran detalle en sus diarios. Lamentó el asesinato de Gaspar de Coligny y criticó duramente el fanatismo católico subsiguiente, que siempre vio instrumentalizado por los Guisa con el único objetivo de colocar a esta familia en el trono de Francia. Respecto al propio Enrique III, L'Estoile recogió con disgusto los muchos libelos y panfletos que atacaban al monarca como afeminado y corrupto, sobre todo por su relación con los mignons, una serie de cortesanos cercanos al rey que eran acusados de sodomía. Aunque consideraba a Enrique III un monarca ineficaz, también creía que hubiera sido un buen rey en otras circunstancias, y lamentó su asesinato en 1589. 
El grueso de sus diarios se centra en la ocupación de París por parte de la Liga católica, de 1589 a 1594, en la última fase de las guerras de religión. L’Estoile apoyaba, tanto por razones personales como legales, la sucesión de Enrique IV al trono de Francia, sucesor legítimo del último de los Valois de acuerdo con la Ley Sálica frente a las pretensiones de los Guisa y de la infanta Isabel Clara Eugenia, promovida por Felipe II de España. Poco después del asesinato París cayó en manos de la Liga católica formada en 1576 por los Guisa; la mayoría de los partidarios de Enrique IV, sobre todo protestantes, abandonaron la ciudad, al tiempo que un nuevo Parlamento del Rey se constituía en Tours. L’Estoile decidió quedarse en París al servicio del Parlamento, bajo el control de la Liga. Se mantuvo a salvo pese a su reconocido gallicanismo, y se dedicó a recopilar en sus Drolleries, un elaborado y cuidado cuaderno de recortes, numerosos panfletos y libelos publicados por la Liga y el bando protestante. 
Para 1598, año de su retiro, L’Estoile contaba con una biblioteca personal de unos 900 volúmenes, y los testimonios de primera mano que había recogido desde 1562 habían comenzado a ser reconocidos por un amplio número de intelectuales y amigos. Uno de ellos, Pierre Dupuy, se encargó posteriormente de editar los volúmenes de sus diarios, que fueron sometidos a una serie de ediciones parciales y en algunos casos de reescrituras e interpolaciones, aprovechándose de su prestigio como fuente de información objetiva sobre el período.
La interpretación que L’Estoile hizo de la Liga católica como instrumento de las ambiciones primero de los Guisa y después de España para hacerse con el trono de Francia se convirtió en la interpretación canónica que la historia ha hecho de la misma. Igualmente, su gallicanismo, esto es, su reconocimiento de la primacía del estado francés frente a los excesos de los fanáticos religiosos, se convirtió en una fuente de inspiración para posteriores generaciones de estadistas. Su labor como diarista de la vida cotidiana del París de su época lo convirtieron en una figura admirada dentro de Francia, donde su memoria fue honrada en el siglo XIX con una estatua en la fachada del Ayuntamiento de París.

### Ediciones de los diarios
La importancia de los diarios de l'Estoile fue reconocida rápidamente. Los diarios comenzaron a ser editados por el propio l'Estoile con ayuda de amigos como Pierre Dupuy, y los documentos relacionados con el reinado de Enrique III fueron publicados parcialmente pocos años después de la muerte de l'Estoile en 1621, sobre todo bajo la supervisión de Louis Servin. En 1744 Nicolas Lenglet Du Fresnoy editaría más fragmentos relacionados con el reinado de Enrique III, en paralelo a la publicación en La Haya de partes del diario relacionadas con el reinado de Enrique IV. 
Buena parte de la colección de l'Estoile se mantendría inédita hasta ser publicada en forma facsímil bajo la supervisión de Gilbert Schrenck y colaboradores entre 1992 y 2016, en tres fases: 
- Registre-journal du règne de Henri III, édition établie par Madeleine Lazard et Gilbert Schrenck, Genève, Droz, collection « Textes littéraires français », 1992-2003, 6 volumes.
- Journal de Henry III, Roy de France et de Pologne : ou Mémoires pour servir à l'histoire de France.
- Registre-journal du règne de Henri IV. Tome I (1589-1591), édition établie par Gilbert Schrenck, Xavier Le Person et Volker Mecking, Genève, Droz, collection « Textes littéraires français », número 609, 2011, 352 p.[2]
- Les Belles figures et drolleries de la Ligue, édition établie par Gilbert Schrenck, 2016.

## Obras publicadas
- Registre-journal du règne de Henri III, varias ediciones hasta su edición definitiva por Madeleine Lazard y Gilbert Schrenck, Ginebra, 1992-2003, 6 volúmenes.
- Journal de Henry III, Roy de France et de Pologne : ou Mémoires pour servir à l'histoire de France.
- Registre-journal du règne de Henri IV. Tome I (1589-1591), edición de Gilbert Schrenck, Xavier Le Person et Volker Mecking, Ginebra, 2011, 352 p2.
- Les Belles figures et drolleries de la Ligue, edición de Gilbert Schrenck, 2016. Colección de panfletos.